# Compagnie maritime de Mourmansk
La Compagnie maritime de Mourmansk (en russe : Мурманское морское пароходство) est une compagnie maritime russe basée à Mourmansk. Elle est l'une des principales compagnies maritimes opérant en Russie arctique et en Europe du Nord, comptait 303 navires en 2014, avec un port en lourd total d'environ 1,2 million de tonnes. Elle gère un musée à Mourmansk.

## Histoire

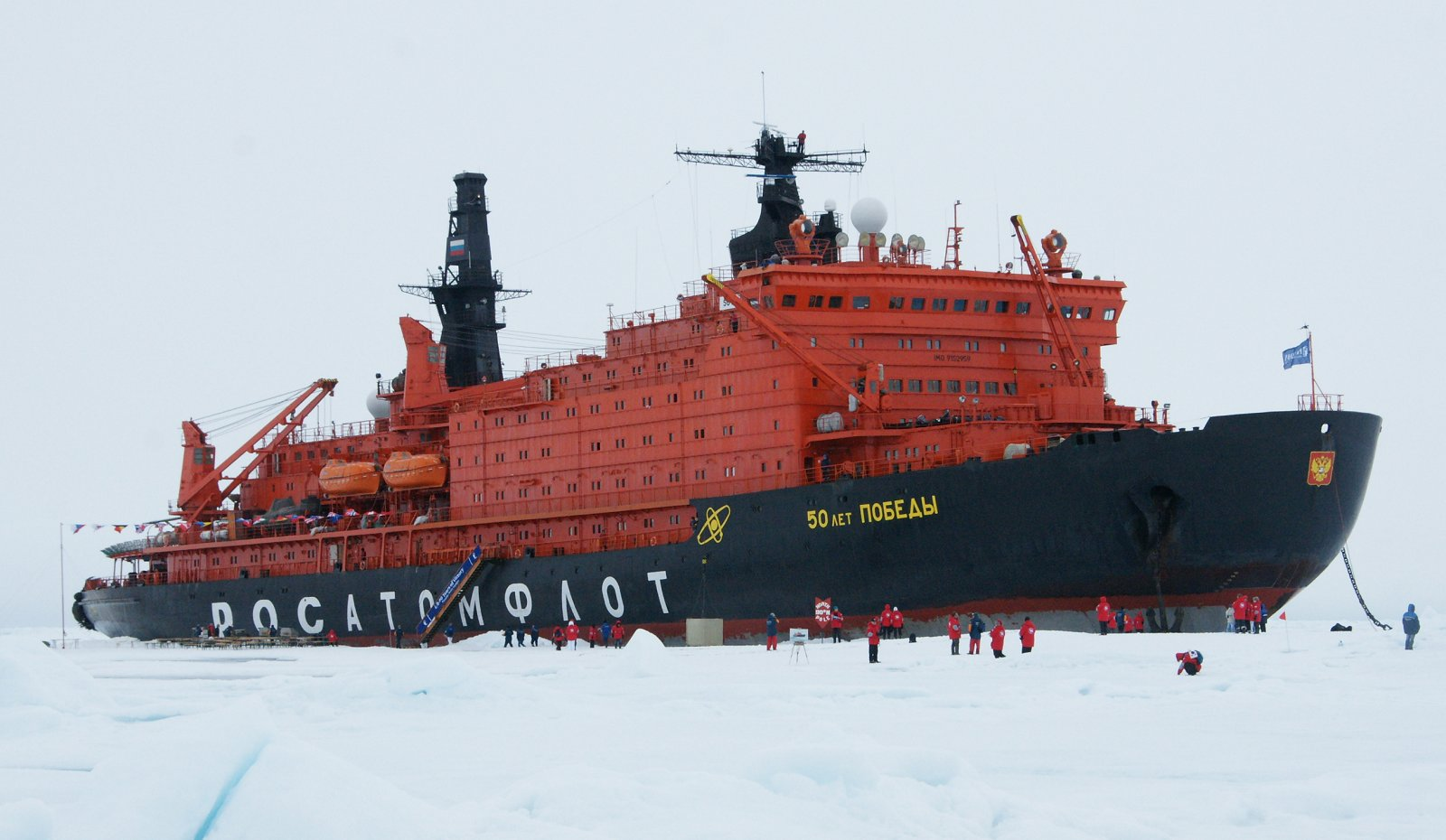
Brise-glace à propulsion nucléaire 50 Let Pobedy (cinquante ans de la victoire).

L'entreprise a été créée en 1939 sous le nom de « Compagnie d'État de transport de marchandises sèches et de passagers de Mourmansk » et a été renommée sous son nom actuel en 1967. Spécialisée dans le transport dans l'Arctique, elle comptait 37 navires en 1940, avec un port en lourd total de 112 200 tonnes. Pendant la Seconde Guerre mondiale, ses transporteurs ont servi d'escortes alliées.
La compagnie opère la navigation de passagers aussi bien que de cargaisons. En 1973, la flotte du Nord et la Compagnie maritime de Mourmansk commencent à transporter du combustible nucléaire irradié par barges à Mourmansk, puis à le livrer à Mayak par train.
En 1977, l'un de ses navires, le brise-glace à propulsion nucléaire Arktika, a atteint le pôle Nord pour la première fois.

## Musée
Créé en 1977, le musée de la compagnie maritime, établi rue Volodarskogo à Mourmansk, possède une vaste collection d'artefacts liés à son histoire et à l'histoire navale russe. Parmi ses expositions figurent des photographies de capitaines polaires, des cloches de navires, des répliques de micro-modèles, d'équipements marins, avec une section entièrement consacrée aux brise-glaces et à leur histoire.

## Navires passés et présents
En 2014, la société comptait 303 navires, avec un port en lourd total d'environ 1,2 million de tonnes. Un certain nombre de navires sont indiqués ci-dessous :
- Indiga et Varzouga, deux brise-glace finlandais achetés en 2003, transporteurs de produits pétroliers ;
- un certain nombre de cargos polyvalents de classe SA-15 dans l'Arctique, dont deux restent en service (Kapitan Danilkin et Yuriy Arshenevskiy) ;
- Sevmorput, le dernier cargo à propulsion nucléaire précédemment exploité par la Compagnie maritime de Mourmansk ;
- Vladimir Ignatyuk, un brise-glace acheté au Canada ;
- Kotlas, un pétrolier construit en 1989 ;
- Kuzma Minin, un vraquier construit en 1980 ;
- Volodarsky, le plus ancien navire de la flotte (lancé en 1929) utilisé pour transporter et stocker des déchets radioactifs.

La compagnie exploite également la flotte de brise-glace à propulsion nucléaire de la Russie.